# Dicção
A dicção ou dição (em latim: dictionem (nom. dictio), "um ditado, expressão, palavra"), em seu significado original, são as escolhas de vocabulário distintivo de um escritor ou falante e estilo de expressão em um poema ou história. Em seu significado comum, é a distinção da fala: a arte de falar de modo que cada palavra seja claramente ouvida e compreendida em sua complexidade e extremidade máximas, e diz respeito à pronúncia e tom, em vez de escolha de palavras e estilo. Isso é mais precisamente e comumente expresso com o termo enunciação ou com seu sinônimo, articulação.
A dicção tem múltiplas preocupações, das quais se destaca o registo, a adaptação do estilo e da formalidade ao contexto social. A análise da dicção literária revela como uma passagem estabelece tom e caracterização, por exemplo, uma preponderância de verbos relacionados a movimentos físicos sugere um caráter ativo, enquanto uma preponderância de verbos relacionados a estados mentais retrata um caráter introspectivo. A dicção também tem impacto na escolha de palavras e na sintaxe.
Aristóteles, em Poética (20), define as partes da dicção (λέξις) como a letra, a sílaba, a conjunção, o artigo, o substantivo, o verbo, o caso e a fala (λόγος), embora um comentarista observe que "o texto é tão confuso e algumas das palavras têm uma variedade tão grande de significados que nem sempre se pode ter certeza do que o grego diz, muito menos do que Aristóteles quer dizer".